# Moss Kent

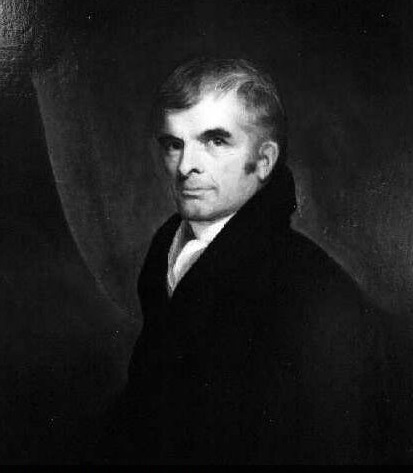
Moss Kent

Moss Kent (* 3. April 1766 im Rensselaer County, Provinz New York; † 30. Mai 1838 in Plattsburgh, New York) war ein US-amerikanischer Jurist und Politiker. Zwischen 1813 und 1817 vertrat er den Bundesstaat New York im US-Repräsentantenhaus.

## Werdegang
Moss Kent wuchs während der britischen Kolonialzeit auf. Er schloss seine Vorstudien ab. Danach studierte er Jura. Nach dem Erhalt seiner Zulassung als Anwalt begann zu praktizieren. Er wurde um 1795 zum First Judge im Jefferson County ernannt. Dann zog er nach Cooperstown. Zwischen 1799 und 1803 saß er im Senat von New York und in den Jahren 1807 und 1810 in der New York State Assembly. Am 26. Februar 1810 wurde er zum Richter im Jefferson County ernannt. Politisch gehörte er der Föderalistischen Partei an.
Bei den Kongresswahlen des Jahres 1812 für den 13. Kongress wurde Kent im 18. Wahlbezirk von New York in das US-Repräsentantenhaus in Washington, D.C. gewählt, wo er am 4. März 1813 als erster Vertreter des Distrikts im US-Repräsentantenhaus seinen Dienst antrat. Er wurde einmal wiedergewählt und schied dann nach dem 3. März 1817 aus dem Kongress aus.
Nach seiner Kongresszeit ging er wieder seiner Tätigkeit als Anwalt nach. Er starb am 30. Mai 1838 in Plattsburgh und wurde auf dem Riverside Cemetery beigesetzt.